# Rivaguda
Rivaguda (en euskera y oficialmente Ribaguda) es un concejo del municipio de Ribera Baja, en la provincia de Álava, País Vasco (España).

## Toponimia
El lugar puede aparecer referido con las grafías «Rivaguda» y «Ribaguda».
En el año 1025 en la Reja de San Millán, consta como Ripa Acuta.Otras denominaciones que ha tenido son Rivaacuta (1099), Riba Aguda (1257), Rivaguda, Ribaguda (1537).

## Geografía física
El concejo forma parte del municipio de Lantarón en la Cuadrilla de Añana. Se sitúa en terreno horizontal, lindero a la margen derecha del río Zadorra antes de recibir las aguas del Ayuda. Su altitud es de 467 metros. Rivaguda se encuentra muy próxima a Lacorzana, a no más de un kilómetro.
El caserío permanece concentrado, organizándose en torno a un núcleo central de casas proporciona la amplia red de caminos que alinean al resto de las unidades labriegas. La iglesia parroquial preside no sólo la isleta dentro de la que se emplaza, sino asimismo al resto del caserío.
| Noroeste: Rivabellosa  | Norte: Armiñón    | Nordeste: Estavillo |
| Oeste: Miranda de Ebro |                   | Este: Lacervilla    |
|                        | Sur: Lacorzanilla | Sureste: Escanzana  |

## Historia
Hacia mediados del siglo XIX, el lugar, ya por entonces parte del ayuntamiento de Ribera Baja, tenía contabilizada una población de 61 habitantes. Aparece descrito en el decimotercer volumen del Diccionario geográfico-estadístico-histórico de España y sus posesiones de Ultramar de Pascual Madoz de la siguiente manera:

RIBAGUDA: l. del ayunt. de Rivera baja, en la prov. de Alava (á Vitoria 5 leg.), part. jud. de Añana (3), aud. terr. de Búrgos (15), c. g. de las provincias vascongadas, dióc. de Calahorra. sit. en un llano cubierto de árboles. clima frio; reinan los vientos N. y NO. y se padecen intermitentes y afecciones de pecho. Tiene 12 casas, escuela de primera educacion para ambos sexos concurrida por 8 ó 10 alumnos y dotada con 12 fan. de trigo; igl. parr. (la Asuncion de Ntra. Sra.), servida por dos beneficiados de entera racion y uno de cuarta; una ermita (Sta. María del Monte), y para surtido de los hab. una fuente de aguas comunes. El térm. confina N. Armiñon; E. Berantevilla; S. Corzana, y O. Ribabellosa. El terreno participa de 1.ª, 2.ª y 3.ª clase; le atraviesa el r. Zadorra á 1/2 cuarto del l. caminos: los locales. El correo se recibe de Miranda de Ebro. prod.: trigo, cebada, avena, maiz, patatas, habas, nueces y cerezas; cria de ganado lanar; caza de perdices y codornices; pesca de anguilas, truchas loinas y barbos. pobl.: 8 vec., 61 alm. riqueza y contr.: (V. Alava, intendencia.)
(Madoz, 1849, p. 457)

## Demografía
En 2022, la entidad singular de población tenía empadronados veintidós habitantes y el núcleo de población, los mismos.
| Gráfica de evolución demográfica de Rivaguda entre 2000 y 2017 |
|                                                                |
| Población de derecho según los censos de población del INE.    |

## Cultura

### Patrimonio material
- Iglesia de Nuestra Señora de la Asunción.[2]
- Cruz ubicada en el recinto que se extiende delante de la iglesia, frente al arco del atrio.[9]
- Juego de pelota, aprovechando la pared de la iglesia y careciendo de pared izquierda, con la cancha ortogonal a la pared.[10]
- Fuente situada en las proximidades de la iglesia presidiendo un pequeño espacio ajardinado.[11]
- Fuente junto al centro social.[12]
- Fuente vieja. Se encuentra fuera del caserío, al oeste, sobre el talud que domina el viejo camino hacia Miranda de Ebro.[13]
- Centro Social con txoko.
- Cementerio.
- Hubo un juego de bolos, hoy desaparecido.[14]

### Patrimonio inmaterial
- Fiestas patronales el 15 de agosto, día de La Asunción.[15]